# 36th Street Portal (Metro de Filadelfia)
36th Street Portal  es una estación en la Ruta 10 de la línea Verde del Metro de Filadelfia. La estación se encuentra localizada en 36th Street & Market Street en Filadelfia, Pensilvania. La estación 36th Street Portal fue inaugurada en 1955. La Autoridad de Transporte del Sureste de Pensilvania (por sus siglas en inglés SEPTA) es la encargada por el mantenimiento y administración de la estación.

## Descripción y servicios
La estación 36th Street Portal cuenta con andenes peatonales y 2 vías.  

## Conexiones
La estación es abastecida por las siguientes conexiones: 
- Rutas de autobuses SEPTA: Ninguna